# Известия на Института за исторически изследвания
Известия на Института за исторически изследвания, до 1990 г. Известия на Института по история, е периодичен орган на Института за исторически изследвания към Българската академия на науките.

## История
Поредицата започва да излиза през 1951 година, като идеята за създаването ѝ принадлежи на тогавашния директор на Института по история към БАН, Димитър Косев. Дотогава повечето сътрудници на института публикуват работите си в списание Исторически преглед, но проблем е неговият по-скоро теоретичен профил, както и недостатъчният му обем. Допълнителен довод е и войнстващата марксистка линия на редакцията, която отблъсква някои от по-старите историци. Идеята на Косев, който поема длъжността на отговорен редактор, е Известията да бъде строго академично издание, като в него да публикуват изследванията си всички учени от института.
Създаването на новата поредица оказва влияние и върху Исторически преглед. Дотогава орган на Българското историческо дружество – организация, чиято дейност към този период напълно замира – списанието е прехвърлено към Института по история с решение на Управителния съвет на БАН. След среща на Косев с ръководството на института и с редакционната колегия на Исторически преглед, начело на която по това време е Жак Натан, е решено списанието да се превърне в научнопопулярен орган на Института по история, с което се утвърждава и ролята на Известията като еквивалентният му орган с чисто академична насоченост.
Известия на Института по история излиза в продължение на четири десетилетия до 1990 година, като за този период са публикувани тридесет юбилейни и тематични тома, включващи статии, студии и монографии. Томовете са достъпни в големите библиотеки на България, както и в книжните фондове на редица чуждестранни научни институции. След прекъсване от близо четвърт век, през 2014 година поредицата излиза с нов том под име Известия на Института за исторически изследвания, в съответствие с междувременно настъпилото преименуване на Института по история при реформирането на БАН. Целта на новата поредица е да представи нова визия и изследвания, които да са съобразени с модерните тенденции в развитието на историческата наука.